# Nick Carle
Nicholas Alberto "Nicky" Carle (nacido el 23 de noviembre de 1981 en Sídney, Nueva Gales del Sur, Australia) es un exjugador de fútbol australiano de origen chileno. 
El futsal ha sido una parte enorme del desarrollo futbolístico de Carle y puede ser visto en el estilo de juego que él juega, cuando un joven Carle ganó 5 títulos de futsal nacionales.
Durante sus días como un alumno adolescente, él jugó al fútbol para su escuela secundaria, el Patrician Brothers College, Fairfield. Incluso en esta etapa, Carle mostró mucha promesa y potencial como un futbolista. Su logro de fútbol más notable a nivel escolar condujo a su escuela a ganar la codiciada Copa Bill Turner.

## Carrera profesional
Comenzó su carrera a los quince años en el Sydney Olympic de la NSL.
Le dieron el brazalete de Capitán para el triunfo 3-0 de Newcastle sobre el Queensland Roar. En aquel partido también le dieron una tarjeta amarilla y ser suspendido para su derrota de 2-3 ante Adelaide United.
Nicky Carle ha sido estrella para los Jets de Newcastle en las 2 primeras temporadas. Él es un mediocampista de clase usando el juego de piernas de fantasía que le ha hecho un favorito de los fanáticos.
El gol que marcó contra Adelaide United en la décima ronda de la temporada 2006-07 de la Liga Australiana, fue nombrado el 'Gol de la Temporada '.El lunes 12 de febrero de 2007 Carle fue nombrado el Jugador del Año de la Liga en el popular sitio de fútbol australiano, pintculture.com. Carle ganó el Premio Arok del jugador de Victoria de Melbourne, Kevin Muscat, por un voto.
Más tarde durante el mes, Carle ganó la prestigiosa medalla de Johnny Warren para el jugador de los jugadores del año para su desempeño en toda la temporada 2006/07, golpeando la Victoria de Melbourne Daniel Allsopp, Archie Thompson y el ya mencionado Muscat. Carle también ganó el premio del gol del año.
Carle es la inspiración y el corazón en el equipo de los Newcastle Jets, él es el vice-capitán del equipo, lanzador de penales y es un líder tanto dentro como fuera del campo. En 2007 él añadió otro atributo a su cinturón que se hace uno de los jugadores trabajadores más difíciles en el equipo de los Jets en un esfuerzo consciente para mejorarse como un futbolista. Él ha declarado recientemente que consideraría ofertas en el extranjero a fin de mejorar sus posibilidades de jugar para el seleccionado nacional. És mundialmente conocido por su pifia al intentar hacer una rabona

## Carrera internacional
Representó a Australia en la Copa del Mundo Juvenil de la FIFA de 2001. Carle se ganó su puesto en el equipo australiano mayor ante Venezuela en 2004. Él entró como sustituto durante el 84 minuto sustituyendo a David Zdrilic.
En marzo de 2007, Nick Carle fue convocado por segunda vez para enfrentar a China en Ghangzhou. La convocación pone fin a una frustración de 3 años para Carle, que estaba constantemente desairado por los técnicos del equipo nacional, comenzando con el equipo olímpico en 2004.
Llamado a la escuadra nacional australiana por tercera vez en un partido amistoso para enfrentar a Uruguay en Sídney como un precalentamiento para la Copa de Asia. Él entró en el minuto 69 y estableció una oportunidad de anotar. Carle también intentó un cruce audaz, perdiendo la pelota completamente, malgastando una oportunidad potencial de marcar un gol.
Carle, fue seleccionado en el lado de Graham Arnold para disputar la Copa de Asia en 2007, terminando 3 años de exilio del equipo nacional. Se espera que Carle desempeñe un papel importante en el lado que de la banca y Arnold ha declarado que "Nicky Carle es el jugador que hablo que te puede dar la clave para abrir la defensa del rival"

## Clubes
| Club                  | País                   | Año         |
| --------------------- | ---------------------- | ----------- |
| Sydney Olympic        | Australia              | 1997 - 2002 |
| Troyes AC             | Francia                | 2002 - 2003 |
| Marconi Stallions     | Australia              | 2003 - 2005 |
| Newcastle United Jets | Australia              | 2005 - 2007 |
| Gençlerbirliği SK     | Turquía                | 2007 - 2008 |
| Bristol City          | Inglaterra             | 2008        |
| Crystal Palace FC     | Inglaterra             | 2008 - 2010 |
| Sydney FC             | Australia              | 2010 - 2012 |
| Baniyas SC            | Emiratos Árabes Unidos | 2012 - 2013 |
| Sydney FC             | Australia              | 2013 - 2015 |

- Datos: Q716957
- Multimedia: Nick Carle / Q716957